# Arnold Lohren
Arnold Lohren (* 15. Januar 1836 in Krefeld; † 18. Juni 1901 in Berlin) war Textilfabrikant und Mitglied des deutschen Reichstags.

## Leben
Lohren besuchte die Königliche Gewerbschule in Krefeld und dann von 1856 bis 1859 die technische Fachschule (Gewerbe-Akademie) und die Universität in Berlin. Von 1864 bis 1880 erbaute und leitete er die Berlin-Neuendorfer Kammgarn-Spinnerei in Neuendorf bei Potsdam. Weiter war er Mitbegründer und langjähriges Vorstandsmitglied des Zentralverbands Deutscher Industrieller.
Er war Kreistags-Abgeordneter für Teltow bis Ende 1879 und Stadtverordneter in Potsdam seit 1881.
Zwischen 1882 und 1893 war er Mitglied des Preußischen Abgeordnetenhauses und von 1881 bis 1890 des Deutschen Reichstages für den Wahlkreis Regierungsbezirk Potsdam 6 (Niederbarnim, Lichtenberg) und die Deutsche Reichspartei. Er war Mitglied der Potsdamer Freimaurerloge Teutonia zur Weisheit.